# Безлюдівське газоконденсатне родовище
Безлюдівське газоконденсатне родовище — належить до Північного борту нафтогазоносного району Східного нафтогазоносного регіону України.

## Опис
Розташоване в Харківській області на відстані 14 км на південь від м. Харків, в кількох кілометрах на північний схід від смт Васищеве.
Знаходиться в південно-східній частині північному борту Дніпровсько-Донецької западини.
Структура виявлена в 1980 р. В утвореннях візейського ярусу складка являє собою брахіантикліналь субширотного простягання розміром 2,0х1,0 м.
Перший промисловий приплив газу отримано з відкладів верхньосерпуховського під'ярусу з інт. 2910—2922 м у 1988 р.
Поклади пластові, склепінчасті, деякі також літологічно обмежені. Режим покладів — газоводонапірний. Колектори — пісковики. Запаси початкові видобувні категорій А+В+С1: газу — 2310 млн. м3; конденсату — 49 тис. т.